# اکاحله (یمن)
 اکاحله  به عربی ( الأکاحِلَة )، روستایی است در دهستان المقاطر از توابع استان شبوه در کشور یمن در شبه جزیره عربستان.

## جمعیت
جمعیت آن (۹۰) نفر (۸ خانوار) می‌باشد.